# Plzeňská karta
Plzeňská karta je paměťová čipová karta fungující zejména jako nosič předplatného pro Integrovanou dopravu Plzeňského kraje (IDPK) a je provozována Plzeňskými městskými dopravními podniky (PMDP). Její využití se jíž rozšířilo například do knihoven, škol, plaveckých bazénů nebo sportovních areálů jako rezervační prostředek.  V roce 2019 byla představena nová tzv. Virtuální plzeňská karta, kterou si uživatel jako aplikaci nahraje do svého mobilního telefonu s operačním systémem Android nebo IOS, nebo do jakékoli platební karty.